# Victor Andrade
Victor Andrade Santos, conhecido apenas como Victor Andrade (Aracaju, 30 de setembro de 1995), é um futebolista brasileiro que atua como atacante. Atualmente joga no São Bernardo.

## Carreira

### Santos
Temendo perder sua possível mais nova estrela, o Santos assinou com o jogador, em outubro de 2011, um contrato com uma multa rescisória de 50 milhões de euros para transferências ao exterior. Contudo, assim como seu companheiro de clube Neymar, Victor Andrade teve sua ida ao futebol europeu constantemente especulada: Em 4 de dezembro de 2012, por exemplo, numa viagem de férias a cidade de Barcelona, o atleta chamou a atenção da imprensa local, que destacou a sua presença como espectador da partida entre o clube homônimo à cidade e o Benfica.
Em 6 de junho de 2012, com 16 anos, foi relacionado pela primeira vez para equipe profissional, em jogo contra o Fluminense. Marcou seu primeiro gol com a camisa do Santos na vitória do clube por 5–2 contra o Cruzeiro. Disputou 19 partidas naquela temporada, marcando três gols. Tal episódio, inclusive, irritou o treinador santista, Muricy Ramalho, e fez a diretoria do clube inscrevê-lo no Campeonato Brasileiro Sub-20, o que, consequentemente, encurtou as férias do jovem jogador.
Em setembro de 2012, o jogador teve 20% do seus direitos econômicos, dos 30% que detinha, comprados pelo cantor sertanejo Sorocaba.

### Benfica e empréstimos
Em julho de 2014, por ter poucas oportunidades no Santos, o jogador rescindiu seu contrato com o Peixe e acertou com o Benfica por cinco temporadas. Jogou uma temporada no Benfica B e estreou com a camisa principal do Benfica frente ao Estoril, na primeira rodada da Primeira Liga de 2015–16, com uma assistência para gol.
No dia 1 de fevereiro de 2016, Victor Andrade foi emprestado ao Vitória de Guimarães até o meio do ano de 2016.
No dia 29 de junho de 2016, Victor Andrade foi novamente emprestado, desta vez para o 1860 München, por uma temporada.
Em agosto de 2017, Victor Andrade acerta com Estoril.
No dia 30 de julho de 2018, Victor Andrade foi novamente emprestado, desta vez para a Chapeconse, até o final de 2019. Fez 17 jogos ao todo em sua passagem pelo clube e marcou dois gols.

### Retorno ao Brasil
Na sequência, em 2020, o atleta foi para o Goiás e em 17 jogos, marcou apenas quatro vezes.
Em 2021, atuou pelo Remo, não tendo bom desempenho, onde disputou 23 jogos ao longo da Série B, marcou apenas três gols e foi expulso três vezes. O clube paraense acabou rebaixado à Série C. Como saiu do Remo ainda em novembro, Victor Andrade nem participou do título da Copa Verde, conquistada em dezembro.
Em janeiro de 2022, foi anunciado pelo Vila Nova, com contrato válido até o final da Série B do Campeonato Brasileiro. Estreou na vitória por 3–2 diante do Atlético-GO em 5 de fevereiro. Em junho, rompe os ligamentos do joelho, ficando fora do resto da temporada. Neste ano fez dois gols e uma assistência em 21 partidas disputadas.
Em julho de 2023, foi contratado pelo Juventude. para a disputa da Série B. O atacante estreou no segundo tempo do empate em 1 a 1 com o Ituano, em 13 de julho. Em novembro do mesmo ano, rescindiu o contrato após 11 jogos sem gols e assistências.
Em novembro de 2023, assinou com a Portuguesa para disputar o Paulistão de 2024.

## Seleção Nacional
Foi convocado para a Seleção Brasileira sub-16, pela sub-18 e sub-20, foi campeão do Torneio Internacional 8 Nações, realizado na África do Sul.

## Títulos

### Categorias de Base
Santos
- Campeonato Paulista Sub-13: 2008

Seleção Brasileira
- Desafio Internacional da Cidade do Cabo: 2012

### Profissional
Santos
- Recopa Sul-Americana: 2012

## Prêmios individuais
- Melhor Jogador da Copa Aveiro: 2016
- Artilheiro do Campeonato Paulista Sub-13: 2008Referências

1. ↑  Neymar parabeniza joia santista pelo aniversário: 'Te amo, juvena'
2. ↑  «Victor Andrade, de apenas 16 anos, já possui multa maior que a de Neymar». Consultado em 4 de dezembro de 2012. Arquivado do original em 4 de dezembro de 2011
3. ↑  Victor Andrade viaja para Barcelona e chama atenção da mídia catalã
4. 1 2 3 4 5  «Vila Nova acerta contratação do atacante Victor Andrade, ex-Santos e com passagem pelo rival Goiás». Bolavip Brasil. Consultado em 19 de dezembro de 2022
5. ↑  «Sergipano Victor Andrade estreia no profissional do Santos». Globo Esporte. 6 de junho de 2012. Consultado em 26 de setembro de 2012
6. ↑  «Victor Andrade comemora primeiro gol pelo Santos 8 de agosto de 2012». Globo Esporte. 8 de agosto de 2012. Consultado em 26 de agosto de 2012
7. ↑  Muricy se irrita com visita de Victor Andrade ao Barcelona
8. ↑  «Cantor sertanejo Sorocaba compra 20% dos direitos de Victor Andrade, do Santos». www.uol.com.br. Consultado em 19 de dezembro de 2022
9. ↑  Santos, Por Lincoln Chaves; SP. «Cantor Sorocaba compra 20% dos direitos da 'nova joia' do Santos». globoesporte.com. Consultado em 19 de dezembro de 2022
10. ↑  «Cantor sertanejo compra 20% dos direitos do 'novo Neymar' santista». ESPN. Consultado em 19 de dezembro de 2022
11. ↑  terra. «Ídolo sertanejo, Sorocaba agencia atacante do Santos e planeja investidas». Terra. Consultado em 19 de dezembro de 2022
12. ↑  Victor Andrade emprestado ao TSV Munique 1860
13. ↑  «Ex-Santos e Benfica, Victor Andrade acerta com Estoril: 'Vão ter a minha melhor versão dentro e fora de campo'». ESPN. Consultado em 19 de dezembro de 2022
14. ↑  «Ex-promessa do Santos, Victor Andrade acerta com time português». www.uol.com.br. Consultado em 19 de dezembro de 2022
15. 1 2 3  «Vila Nova contrata atacante Victor Andrade, ex-Santos, Goiás e Remo». ge. Consultado em 19 de dezembro de 2022
16. 1 2  Massad, Paulo (8 de fevereiro de 2022). «Apresentado no Vila Nova, Victor Andrade relembra início no Santos e espera "corresponder da melhor forma"». Sagres Online. Consultado em 19 de dezembro de 2022
17. 1 2  «Victor Andrade, do Vila Nova, rompe os ligamentos do joelho e só voltará em 2023». TNT Sports. Consultado em 19 de dezembro de 2022
18. ↑  «Esporte Clube Juventude - Site Oficial - Notícias». www.juventude.com.br (em inglês). Consultado em 23 de novembro de 2023
19. ↑  «Juventude anuncia a contratação de Victor Andrade». TNT Sports. 6 de julho de 2023. Consultado em 23 de novembro de 2023
20. ↑  «Victor Andrade celebra estreia pelo Juventude e projeta confronto contra o lanterna ABC». ge. 14 de julho de 2023. Consultado em 23 de novembro de 2023
21. ↑  «Série B: Juventude rescinde contrato de Victor Andrade». www.futebolinterior.com.br. Consultado em 23 de novembro de 2023
22. ↑  «Juventude libera atacante fora dos planos de Carpini das rodadas finais da Série B». ge. 4 de novembro de 2023. Consultado em 23 de novembro de 2023
23. ↑  «Lembra dele? "Novo Neymar", Victor Andrade assina com a Portuguesa para o Paulistão 2024». ge. 24 de novembro de 2023. Consultado em 24 de novembro de 2023
24. ↑  «Sub-20 conquista o Torneio 8 Nações». CBF. 6 de junho de 2012. Consultado em 26 de setembro de 2012. Arquivado do original em 5 de junho de 2012